# Sztyeppei mamut
A sztyeppei mamut (Mammuthus trogontherii) az emlősök (Mammalia) osztályának ormányosok (Proboscidea) rendjébe, ezen belül az elefántfélék (Elephantidae) családjába tartozó fosszilis faj.

## Előfordulása
Eurázsia füves pusztáin élt a pleisztocén középső szakaszaiban. A Brit-szigetektől egészen Japánig fordult elő.

## Megjelenése
A sztyeppei mamut az ormányosok legnagyobbjai közé tartozott: marmagassága elérte a 3,89–4,5 métert, a súlya pedig 10,4–14,3 tonna között lehetett, vagyis nagyobb volt az afrikai elefántnál (Loxodonta africana). A faj hímjeinek átlag marmagassága 4 méter, súlya pedig 11 tonna lehetett. Erősen (spirálisan) görbült agyarai hossza pedig – a görbületen mérve – elérte a 4,9 métert.
Ez az állat szőrösebb volt, mint a mai elefántok, de nem annyira, mint a gyapjas mamut: így alkalmazkodott a hűvösebb eurázsiai sztyeppékhez. A modern emberrel nem találkozott.

## Ősei és utódai
Feltehetően belőle alakult ki a gyapjas mamut (Mammuthus primigenius) - mintegy 300-500 000 évvel ezelőtt -, ő maga pedig valószínűleg a Földközi-tenger térségében is élt déli mamut (Mammuthus meridionalis) leszármazottja lehet és körülbelül 2 millió évvel ezelőtt alakulhatott ki. Virágkorát körülbelül 600 000-370 000 évvel ezelőtt élte meg.
Az eddigi ismeretek szerint az egykori Beringián keresztül eljutott Észak-Amerikába és belőle fejlődött az amerikai mamut (Mammuthus columbi).

### Mammuthus sungari
Az úgynevezett Mammuthus sungari maradványokat Zhou, M. Z. írta le először 1959-ben. Szerinte ezek a maradványok egy önálló fajhoz tartoznak. Azonban 2010-ben Wei et al. aki jobban átvizsgálta a fosszíliákat rájött, hogy ez esetben nem egy külön fajról van szó, hanem a sztyeppei mamut észak-kínai állományáról, emiatt a Mammuthus sungari-ból a Mammuthus trogontherii szinonimája lett. Más kutatók szerint az alakból és méretből ítélve, egyes maradványok akár gyapjas mamutok is lehetnek.
A Mammuthus sungari vagy Songhua folyói mamut a nála kisebb szibériai mamutokból fejlődött ki. Megjelenésének helye és időpontja: Észak-Kína 280 000 évvel ezelőtt, vagyis a pleisztocén közepén. A pleisztocén vége feléig maradt fent.
A megtalált példány másolata a Japánban levő Ibaraki prefektúra Természettudományi Múzeumában látható; ez 9,1 méter hosszú, 5,3 méter magas. Az eredeti csontvázat Belső-Mongóliában őrzik. Itt két, igen hatalmas példányra bukkantak, 1980-ban. A lelőhely a Hulun Buir City melletti Zhalainuoer szénbányában van. A kövületekből ítélve, lehet, hogy a legnagyobb mamutok voltak, amelyek valaha léteztek.

### Fordítás
- Ez a szócikk részben vagy egészben  a   Steppe mammoth című angol Wikipédia-szócikk ezen változatának fordításán alapul.  Az eredeti cikk szerkesztőit annak laptörténete sorolja fel. Ez a jelzés csupán a megfogalmazás eredetét és a szerzői jogokat jelzi, nem szolgál a cikkben szereplő információk forrásmegjelöléseként.